# 張騫

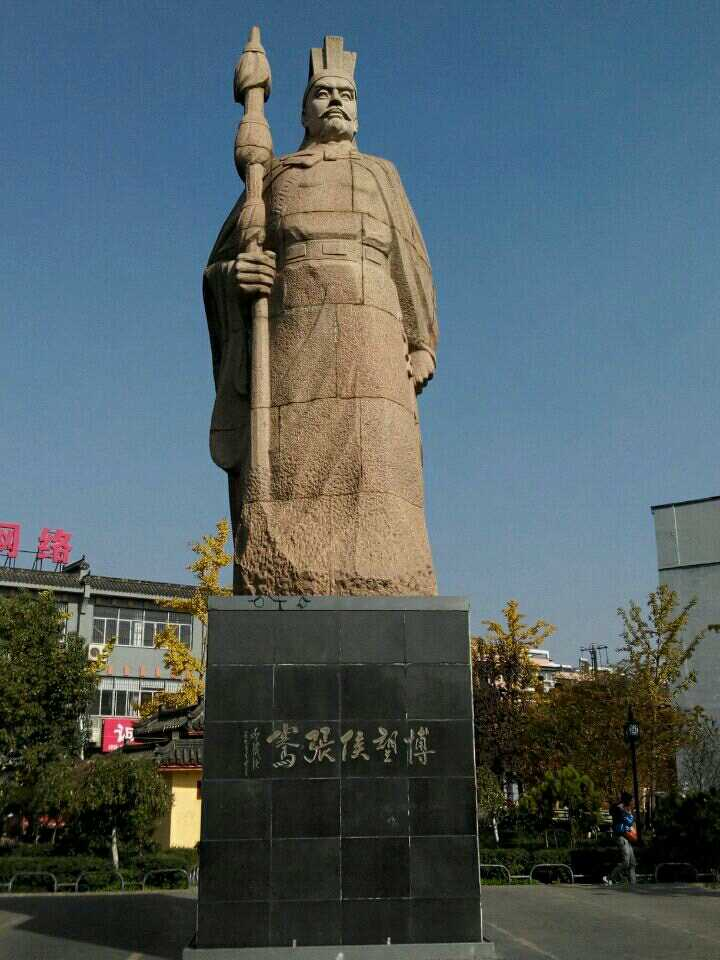
城固県にある張騫像

張 騫（ちょう けん、? - 紀元前114年）は、中国前漢の軍人・外交官。漢中郡城固県の出身。武帝の命により匈奴に対する同盟を説くために大月氏へと赴き、漢に西域の情報をもたらした。

## 経歴

### 大月氏への派遣

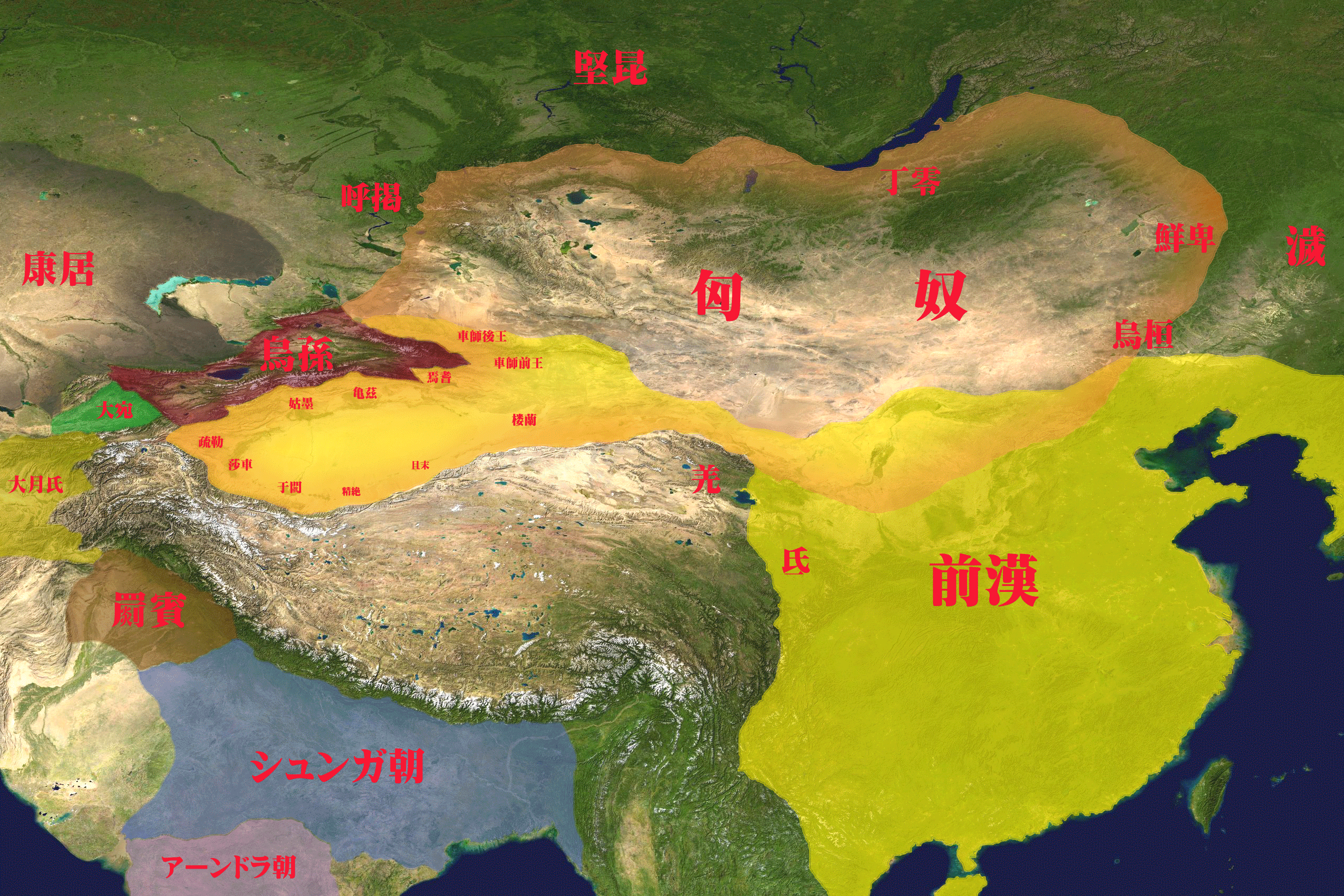
漢匈奴勢力図

武帝が即位した頃（紀元前140年）に郎となり、武帝の宿衛を務めていた。
当時の漢では北の宿敵の匈奴を討つために様々な準備を行っていた。その一環として行われたのが大月氏に対して、対匈奴の同盟を説くという方策である。月氏はかつて冒頓単于の時代に匈奴に敗れ、逃れて大月氏と呼ばれるようになった（反対に留まったのを小月氏という）。この時に月氏の王は冒頓の息子の老上単于によって殺されて、その頭蓋骨を盃にされたという。このことを月氏は今でも恨みに思っているに違いないと考えた武帝は大月氏と同盟を結んで匈奴を挟撃しようと考えたのである。
これに抜擢されたのが張騫である。100人余りの使節団の長となり、大月氏がいると考えられる西域へ向かって出発した張騫だが、そもそもこの時点で漢には西域の情報が乏しく、肝心の大月氏の位置も全くわからない状況であった。

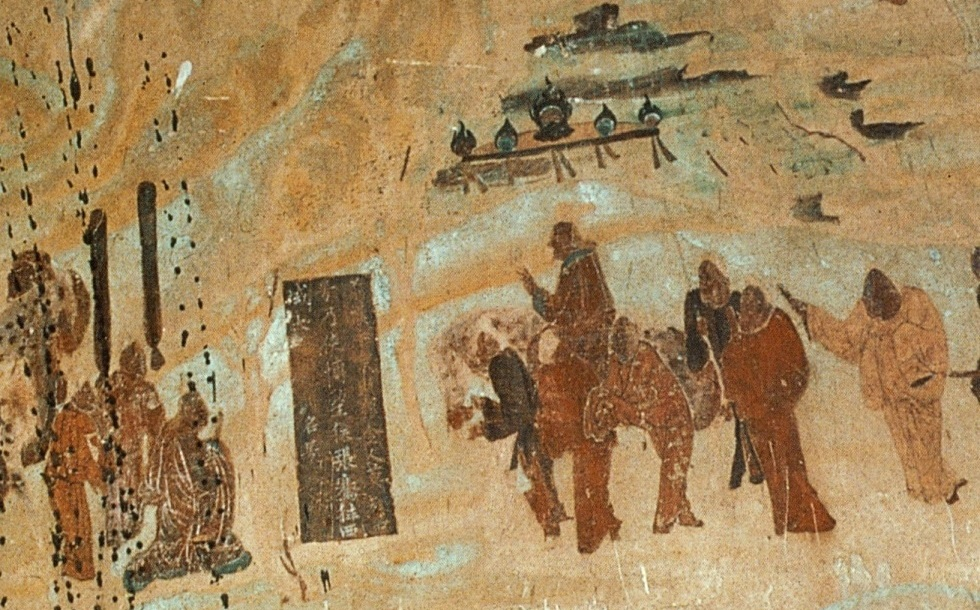
大月氏へと赴く張騫使節団

そして匈奴の勢力圏を通過中に匈奴に捕らえられてしまう。匈奴の軍臣単于（冒頓の孫で、老上単于の子）は張騫の目的が大月氏への使者であると知ると「もし我が漢の南の越へ使者を出したいと思って、漢はそれを許すか？」と言い、張騫をその後十余年間に渡って拘留した。張騫はここで匈奴人の妻を与えられて、子も儲けた。しかし張騫はその使命を忘れず、匈奴から脱走して再び西へ向かった。
西へ数十日走った所で大宛（フェルガナ）に至った。この地の王は張騫を歓待して大月氏までの道を教えてくれた。張騫は康居へと立ち寄った後についに大月氏へとたどり着いた。張騫は大月氏王に漢との同盟を説いたが、王はこれを受け入れなかった。大月氏が逃げてきたこの地は物産が豊かであり、大月氏は大夏を服属させて、大いに栄えていた。であるからこの時すでに匈奴への復讐心は過去の物となっていた。

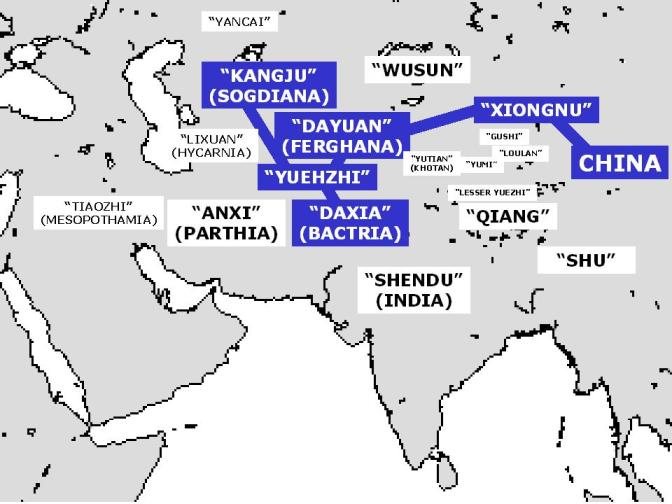
張騫の道のり

一年余りの滞在の末に説得が不可能なことを悟った張騫は漢への帰路につくが、またしても匈奴に囚われる。しかし1年余りして軍臣単于が死去し、それに伴い匈奴が内部対立を起こした隙を突いて脱出。実に13年の旅路の果てに遂に漢へと帰還した。出発の際に100人余りいた随行員は帰還時には従者1人だけになっていたという。

### 再度の派遣

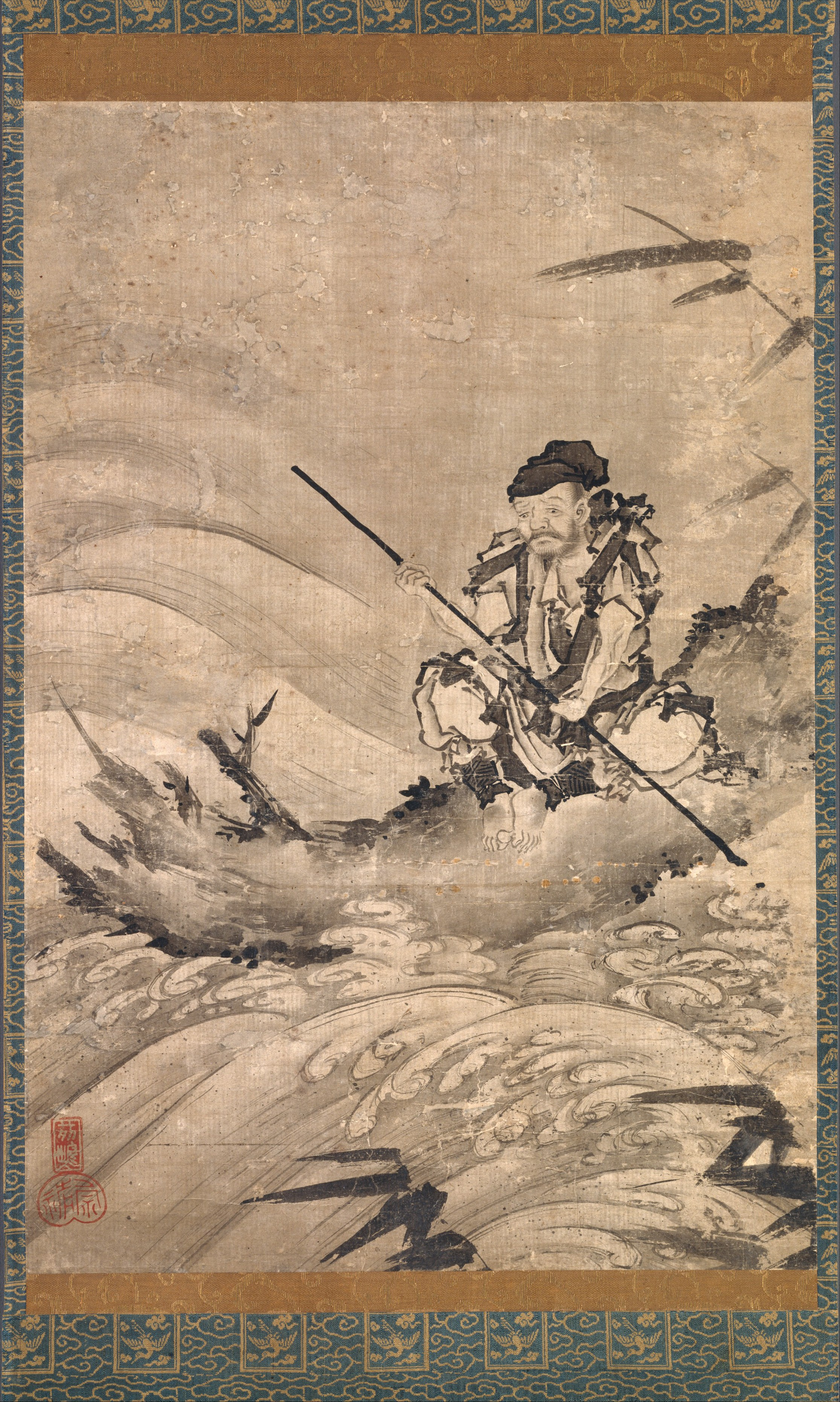
張騫

張騫が大夏にいた時に、蜀の特産品である竹杖と布が売られているのを見つけた。商人に入手ルートを尋ねると身毒（インド）から買ったのだと答えた。これにより張騫は蜀と身毒の間に交易路が繋がっていることを知った。身毒経由で西域を目指せば匈奴の領域を通らずとも西域に繋がることが出来ると考えた張騫はこの路の開拓を武帝に進言した。武帝もこれに応えて張騫を派遣したが、身毒への道を見つけるには至らなかった。ただしこのことで途中にあった滇国に繋がることができた。
その後、大将軍の衛青の下で対匈奴戦争に参加し、このときの功績で列侯の博望侯となった。次の紀元前121年の遠征にも将軍として出征したが、期日まで集結できなかったために軍律で死刑とされた。死刑を金銭を収めることで免れ、列侯の地位を剥奪された。
そして今度は匈奴の背後にいる烏孫との同盟を進言した。烏孫は匈奴の下にいたが、匈奴によって王の父が殺されたことで離反していたので、これを取り込もうと考えたのである。紀元前119年に武帝は再び張騫を烏孫に派遣する。今度の一行は前回の3倍の300人となった。この旅は匈奴の妨害もなく、すんなりと烏孫に着いた。しかし当時の烏孫は政情不安定で戦争どころではなく、また匈奴のことは知っていても漢のことは何も知らなかったので同盟を断った。
紀元前115年に帰国。この帰還の時に烏孫の使者数十名が返礼のために漢までついてきており、使者たちは帰国後に漢について西域の人々に伝えた。大月氏・烏孫との同盟はならなかったものの張騫のもたらした西域の知識は貴重なものであり、また西域諸国側にしても東に漢という大国があることをはじめて知ったのである。これにより西域諸国は漢に使者を送るようになり、それに伴いこの地に新しい交易路が開かれることになった。これが後にシルクロードと呼ばれることとなる。
紀元前114年に死去。張騫の死後、西域を訪れる漢の使者は全て博望侯を名乗って現地の人の信用を得たという（『史記』大宛列伝）。

## 登場作品
テレビドラマ
- 『漢武大帝』（2004年、中国）

小説
- 『張騫』（2001年、桐谷正、幻冬舎、幻冬舎文庫）
- 『張騫』（2002年、塚本靑史、講談社のち講談社文庫）
- 「汗血馬を見た男－張騫」『反骨列伝』所収（1998年、伴野朗、PHP文庫）